# 艾克希里昂
涌泉家族的艾克希里昂 Ecthelion of the Fountain，是英國作家約翰·羅納德·鲁埃爾·托爾金的史詩式奇幻小說《精靈寶鑽》中的人物。艾克希里昂是隐匿王國貢多林的大將，貢多林12家族中涌泉家族的首领，他的音樂天分是全貢多林最好的，也是貢多林最俊美的精灵。
在貢多林陷落战役时，艾克希里昂率领部下吹着长笛加入战斗，亲手杀掉两个哥布林〔中土世界中兽人的另称〕头目和三只炎魔。据说此役中艾克希里昂的人杀死的哥布林比这之前所有战争中的总和还要多，而他的名字也世世代代成为精灵们在战斗中鼓舞士气的呼喊，永远令哥布林心惊胆寒。艾克希里昂最后在身受重伤，体力耗尽的状况下为保护图尔而与炎魔王勾斯魔格同歸於盡。

## 外部連結
- 龙骑士城堡论坛： Gondolin沦陷之战